# Герлак, Георг
Георг Даниэль Герлак (дат. Georg Daniel Gerlach; 31 августа 1797, Эккернфёрде — 8 марта 1865, Копенгаген) — датский военный деятель, генерал-лейтенант. Участник Датско-немецкой и Австро-прусско-датской войн. 

## Биография
В декабре 1808 года он был призван на военную службу, а в 1813 году произведен в младшие лейтенанты голштинской пехоты. В 1822 году он стал лейтенантом, а в 1830 году — начальником штаба. В 1842 году он был назначен майором, а в 1848 году — подполковником. Участвовал в Первой Шлезвигской войне, где отличился в сражениях при Фредерисии и Истеде.
В 1850 году был произведен в полковники и был назначен командиром 6-й пехотной бригады. В 1854 году он стал командиром 1-й пехотной бригады в Копенгагене. В 1858 году Герлак стал членом консультативного комитета военного министерства, а в 1859 году был назначен генерал-инспектором пехоты.
Когда в 1864 году началась Вторая Шлезвигская война, он получил в командование 1-ю дивизию, которая 2 февраля отбросила пруссаков назад под Миссунде. Он поддержал решение Кристиана де Мезы эвакуировать позиции в Даневирке. Когда из-за этого решения де Меза был смещен с поста главнокомандующего армией, Герлаку против его воли было приказано принять командование.
Он не разделял позицию военного министерства относительно плана ведения войны, и у него было несколько конфликтов. Он выступал против организации обороны Дюббёля, но министерство надавило на него. После потери Дюббёля Герлае готовился возглавить оборону дальше от Фредерисии, но был смещен военным министром Карлом Лундбю и получил приказ покинуть Фредерисию. Герлак попытался изменить решение, но был отстранен от командования, которое вместо него перешло к генералу Петеру Фредерику Штейнману.
Затем, по собственной просьбе, он получил в командование 1-ю дивизию, которой продолжал командовать до конца войны. В декабре 1864 года он вышел в отставку, а в следующем году умер в Копенгагене.
Был похоронен на Гарнизонном кладбище.

## Награды
В 1836 году Герлак стал кавалером ордена Даннеброга. 6 октября 1850 года он был награжден орденом Святой Анны 2-го класса.